# Nuoto ai Giochi della VII Olimpiade - 300 metri stile libero femminili
La gara dei 300 metri stile libero femminili dei Giochi di Anversa 1920 si disputò il 26 e il 28 agosto e vide la partecipazione di 16 nuotatrici di 7 nazioni.
Questa fu l'unica edizione in cui la distanza dei 300 metri fece parte del programma, sostituita a partire da Parigi 1924 dai 400 metri. La vincitrice dei 100, Ethelda Bleibtrey, si ripeté anche in questa specialità e anche in questo caso con un podio tutto statunitense completato da Margaret Woodbridge e dal bronzo della gara veloce Frances Schroth.

## Semifinali
- Batteria 1

| Pos. | Atleta            | Nazione       | Tempo  | Note |
| ---- | ----------------- | ------------- | ------ | ---- |
| 1    | Ethelda Bleibtrey | Stati Uniti   | 4'41"4 | Q,   |
| 2    | Connie Jeans      | Gran Bretagna | 4'57"8 | Q    |
| 3    | Carin Nilsson     | Svezia        | 5'07"0 |      |
| 4    | Hilda James       | Gran Bretagna | 5'07"2 |      |
| 5    | Lily Beaurepaire  | Australia     | ?      |      |

- Batteria 2

| Pos. | Atleta              | Nazione       | Tempo  | Note |
| ---- | ------------------- | ------------- | ------ | ---- |
| 1    | Margaret Woodbridge | Stati Uniti   | 4'56"6 | Q    |
| 2    | Violet Walrond      | Nuova Zelanda | 5'04"6 | Q    |
| 3    | Jane Gylling        | Svezia        | 5'04"8 | Q    |
| 4    | Grace McKenzie      | Gran Bretagna | ?      |      |
| 5    | Ernestine Lebrun    | Francia       | ?      |      |

- Batteria 3

| Pos. | Atleta            | Nazione       | Tempo  | Note |
| ---- | ----------------- | ------------- | ------ | ---- |
| 1    | Eleanor Uhl       | Stati Uniti   | 5'02"0 | Q    |
| 2    | Frances Schroth   | Stati Uniti   | 5'03"2 | Q    |
| 3    | Aina Berg         | Svezia        | 5'29"6 |      |
| 4    | Suzanne Wurtz     | Francia       | 5'33"0 |      |
| 5    | Florence Sancroft | Gran Bretagna | ?      |      |
| 6    | Barbara Nash      | Sudafrica     | ?      |      |

## Finale
| Pos.    | Atleta              | Nazione       | Tempo  | Note            |
| ------- | ------------------- | ------------- | ------ | --------------- |
| Oro     | Ethelda Bleibtrey   | Stati Uniti   | 4'34"0 | Record mondiale |
| Argento | Margaret Woodbridge | Stati Uniti   | 4'42"8 |                 |
| Bronzo  | Frances Schroth     | Stati Uniti   | 4'52"0 |                 |
| 4       | Connie Jeans        | Gran Bretagna | 4'52"4 |                 |
| 5       | Eleanor Uhl         | Stati Uniti   | ?      |                 |
| 6       | Jane Gylling        | Svezia        | ?      |                 |
| 7       | Violet Walrond      | Nuova Zelanda | ?      |                 |